# エミレーツ・カップ
エミレーツ・カップ（英: Emirates Cup）は、アーセナルの本拠地エミレーツ・スタジアムで毎年夏に行われるプレシーズンマッチ。

## 歴史
第1回は2007年7月27日と28日に開催され、前シーズンのセリエAチャンピオンのインテル、フランスからパリ・サンジェルマン、スペインからバレンシア（当初はハンブルガーSVが参加する予定だったが、インタートト杯への出場を優先したため、辞退している）を迎え、開催された。
2012年ロンドンオリンピックによる警備上の影響が問題とされたため、2016年はピッチ改修のため、2018年はスタジアム改修のためそれぞれ開催が見送られている。2019年は女子の試合も行われた。

## 歴代結果
| 年度 | 優勝                       | 2位                  | 3位                      | 4位                |
| ---- | -------------------------- | -------------------- | ------------------------ | ------------------ |
| 2007 | アーセナル                 | PSG                  | バレンシア               | インテル           |
| 2008 | ハンブルガーSV             | レアル・マドリード   | アーセナル               | ユヴェントス       |
| 2009 | アーセナル                 | レンジャーズ         | アトレティコ・マドリード | PSG                |
| 2010 | アーセナル                 | セルティック         | リヨン                   | ミラン             |
| 2011 | ニューヨーク・レッドブルズ | パリ・サンジェルマン | アーセナル               | ボカ・ジュニアーズ |
| 2013 | ガラタサライ               | ポルト               | アーセナル               | ナポリ             |
| 2014 | バレンシア                 | アーセナル           | モナコ                   | SLベンフィカ       |
| 2015 | アーセナル                 | ビジャレアルCF       | ヴォルフスブルク         | リヨン             |
| 2017 | アーセナル                 | セビージャFC         | RBライプツィヒ           | SLベンフィカ       |
| 2019 | リヨン                     | アーセナル           |                          |                    |
| 2022 | アーセナル                 | セビージャFC         |                          |                    |